# Heterogonium profereoides
Heterogonium profereoides är en ormbunkeart som först beskrevs av Christ, och fick sitt nu gällande namn av Edwin Bingham Copeland. Heterogonium profereoides ingår i släktet Heterogonium och familjen Tectariaceae. Inga underarter finns listade.